# Vila Rafut
Vila Rafut, tudi Laščakova vila (italijansko Villa Lasciac), stoji na griču nad naseljem Pristava pri Novi Gorici v dolini Rafut in je poleg dvorca Jelše edini objekt neoislamske arhitekture v Sloveniji, ter obenem eden najlepših ohranjenih primerov v širšem evropskem prostoru. 

## Opis
Ob Kostanjeviški cesti stoji vstopni objekt, od katerega je skozi botanični vrt do vile speljana zavita pot. Zgradbi sta posebni zaradi arhitekturnih značilnosti in njune zanimive zgodovine, z gradbenega vidika pa izrazitih tehnoloških posebnosti v primerjavi s podobnimi stavbami iz tega obdobja ni. Zaradi visokega standarda objektov pa so dimenzije oz. razpetine v notranjih prostorih večje kot običajno.

## Arhitektura
Arhitekt vile in parka je bil Anton Laščak (1856-1946) iz Gorice, ki je veliko delal v Aleksandriji in Kairu, kjer je prišel v stik z orientalsko arhitekturo in verjetno dobil navdih za vilo Rafut z edinim ohranjenim eksotičnim parkom v Sloveniji.
Elegantno, skoraj 800 kvadratnih metrov veliko vilo na markantni lokaciji je Laščak dal leta 1914 zgraditi kot bivališče zase in za svojo družino. Pri načrtovanju in gradnji se je zgledoval po arhitekturi iz obdobja mamelukov v Egiptu ter jo opremil z 28 metrov visokim stolpom po vzoru minareta, z balkoni, razkošnimi orientalsko oblikovanimi okni, terasami in tudi notranjo opremo, ki so jo, kot tudi večino gradbenih delov, pripeljali iz Egipta. 

## Park vile Rafut
Vilo je lastnik obdal z velikim parkom na južnem pobočju Kostanjevice, ki obsega več kot pet hektarjev. V njem je dal nasaditi palme, bambuse in eksotične grmovnice. Posebna vrednost parka pa so še danes velika drevesa tujih vrst, ki tudi zaradi milega podnebja dosegajo izjemne velikosti. Med njimi so črnike, atlaške in himalajske cedre, Lawsonove paciprese, sekvoje, močvirski taksodiji, japonske kriptomerije, kalifornijske libocedre, pa tudi virginijski brin, portugalski lovor in druge. Dobro uspevajo tudi različne vrste magnolij, borov, smrek, hrastov in platan, med grmovnicami pa iztopajo nekateri lovorji in lovorikovci, ki dosegajo velikosti dreves, pa tudi pisani rododendroni. 
Rafutski park je razglažen za naravni spomenik, od leta 2003 pa tudi za kulturni spomenik lokalnega pomena.
Skozi park je nekoč tekel potok, skupaj pa naj bi nekoč tam raslo kar 500 dreves in grmov. 

### Kataster dreves na območju Rafutskega parka[3]
V letu 2024 je Mestna občina Nova Gorica vzpostavila kataster dreves, ki omogoča boljši vpogled v stanje dreves, učinkovitejše načrtovanje zasaditev in dolgoročno skrb za kakovostno urbano okolje v Novi Gorici. Izvedli so popise dreves v urbanem območju Nove Gorice, v prenovljenem Rafutskem parku ter popise posamezno obravnavanih dreves na širšem območju mestne občine. Osnovni podatki o lokacijah in vrstah popisanih drevesih so tudi javno dostopni na portalu PISO, in sicer v tematskem sklopu »Infrastruktura (vir Občina) > Javne odprte in zelene površine in komunalna oprema«. 

### Anton Laščak
Čeprav je bil Anton Laščak po rodu Slovenec in je znal slovensko, se je sam imel za Italijana. Strokovna literatura ga pozna pod italijanskim imenom Antonio Lasciac. Za svoje zasluge je Laščak od takratnega egiptovskega kediva (podkralja) Abasa II. prejel plemiški naziv beg, ki ustreza baronu in je bil imenovan za dvornega arhitekta. Ko je bil po prvi svetovni vojni egiptovski podkralj odstavljen, se je Laščak iz Egipta umaknil, vendar se je tja kmalu spet vrnil, naslednja leta je živel poleti v vili Rafut, pozimi pa v Egiptu. Nazadnje se je v Egipt vrnil oktobra 1946, dobra dva meseca zatem pa je v starosti 90-ih let tam tudi umrl. Pokopan je na latinskem pokopališču v Kairu.
Vila Rafut naj bi bila edina ohranjena Laščakova arhitektura v Evropi.

## Zgodovina
Vila je bila poškodovana že v obeh svetovnih vojnah, vendar jo je Laščak po prvi obnovil, po drugi pa je bila nacionalizirana. Svoje so naredili tudi potresi v Furlaniji in Posočju (v letih 1976, 1988 in 2004), zato je gradbeno stanje objektov slabo. Vse do leta 2003 je v vili deloval zavod za zdravstveno zavarovanje, ki pa je stavbo prilagodil svojim potrebam. Odkar se je zavod preselil na drugo lokacijo, je bila vila v občinski lasti povsem nevzdrževana in prepuščena propadu. Eksotični park se je zarasel, s stavb je začel odpadati omet. Izginili so tudi številni okrasni predmeti.

## Nameravana prenova
Leta 2007 so za vilo pripravili konservatorski načrt, vendar s prenovo niso začeli. Tudi kasneje so jo večkrat skušali obnoviti, vendar brez uspeha. Leta 2018 je mestna občina nameravala vilo prodati na dražbi, pa so se domačini prodaji uprli in lokalna skupnost je morala popustiti. Državna sekretarja z ministrstva za kulturo sta potrdila, da je za obnovo vile zagotovljenih skoraj pet milijonov evrov evropskih kohezijskih sredstev, vendar se je medtem vlada zamenjala in stroške prenove bo morala prevzeti mestna občina, ki je že pričela z ureditvijo parka. Prenovo vile naj bi začeli v letu 2025, v katerem je Nova Gorica, skupaj s sosednjo Gorico, postala evropska prestolnica kulture.